# حسنويه
حسنويه الكردي والمعروف أيضًا باسم أبو الفوارس، كان الحاكم الكردي ومؤسس الدولة الحسنوية، كانت فترة حكمه من 961 إلى 979 م.
لقد دعم حسنويه البويهيين ضد السامانيين مما مكنه من اكتساب بعض القوة. وفي نهاية المطاف، تمكن من السيطرة على معظم لرستان، ودينور، ونهاوند، وداقوق، وشهرزور، وهمدان، وكان قويًّا إلى درجة أن البويهيين امتنعوا عن إزعاجه. وقدد وصل نفوذ حسنويه إلى أذربيجان.

## السيرة
كان حسنويه ابن رجل اسمه حسين، وكان من قبيلة بارزكاني الكردية. بحلول عام 961، تمكن حسنويه من الاستيلاء على العديد من الحصون، وبالتالي بدأ الدولة الحسنوية. ونجح في مقاومة سهلان بن مسافر، حاكم همدان البويهي، والوزير البويهي، أبو الفضل بن العميد. وفي عام 970 توصل إلى تسوية مع خليفة أبي الفضل ضمنت له استقلاليته مقابل جزية قدرها 50 ألف دينار. في 16 أيلول 976، توفي ركن الدولة، حاكم الجبال البويهي. وبعد وفاته، استعد عز الدولة، الحاكم البويهي للعراق، للانتقام من ابن ركن الدولة عضد الدولة، الذي حاول خلعه.
وتحالف عز الدولة مع فخر الدولة شقيق عضد الدولة وخليفة والده في مناطق همدان. كما عقد تحالفًا مع الحمدانيين السائدين في شمال العراق (الجزيرة الفراتية)، ومع حسنويه. إلا أن مؤيد الدولة، الابن الثالث لركن الدولة، ظل مواليًا لعضد الدولة. وتمكن عضد الدولة من هزيمة عز الدولة وحلفائه. ثم صالح حسنويه عضد الدولة، فأنقذه. توفي حسنويه لاحقًا في عام 979 في سرمج الواقعة في جنوب بسيتون. وسرعان ما اندلعت حرب أهلية بين أبنائه، في حين استمرت الحرب الأهلية البويهية بين عضد الدولة وفخر الدولة. وانتصر عضد الدولة، وطرد فخر الدولة من الأراضي البويهية. ثم أمر عضد الدولة بإعدام جميع أبناء حسنويه، ما عدا واحدًا اسمه بدر بن حسنويه، فعينه حاكمًا على الدولة الحسنوية.